# Kübelpflanze

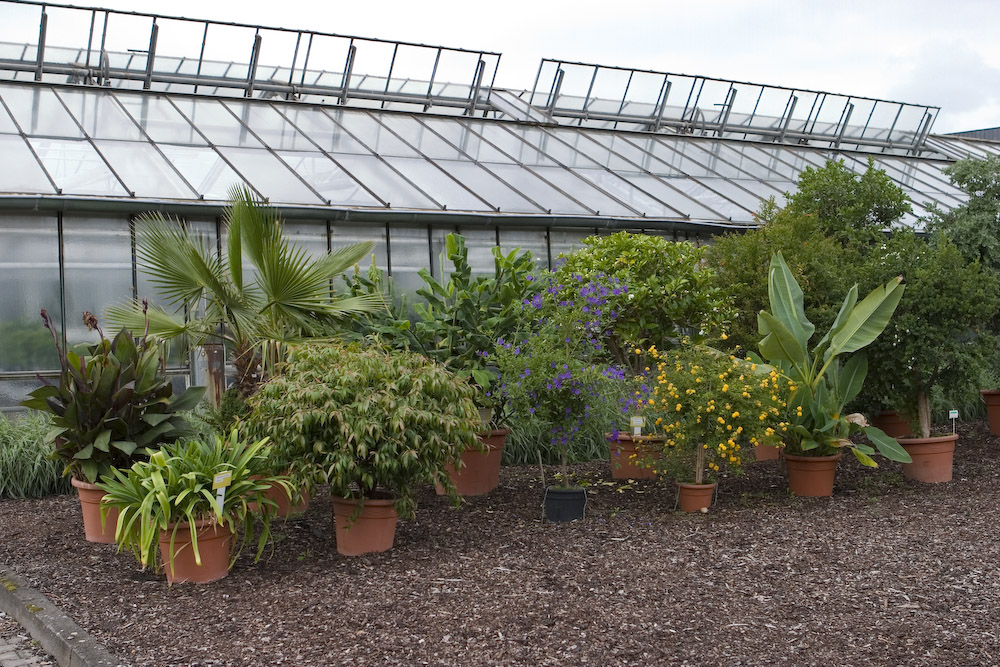
Sortiment verschiedener Kübelpflanzen

Kübelpflanzen sind meist mehrjährige einheimische oder auch ursprünglich aus den Tropen und Subtropen stammende Topfpflanzen. Im Vergleich zu Topfpflanzen geht die Größe der Gefäße von Kübelpflanzen über die Dimension eines Blumentopfes hinaus.

## Beschreibung
Allen Kübelpflanzen ist gemein, dass sie aus subtropischen oder tropischen Klimaten stammen, und in den mittleren Breiten nicht winterhart sind, sondern im Winter frostfrei gelagert werden müssen. Es handelt sich bei Kübelpflanzen nicht um eine eigene Art oder Gattung, sondern die Weise der Kultivierung verbindet sie. Es bestehen Unterschiede bei den Ansprüchen bezüglich Temperatur, Helligkeit und Bodenfeuchte der verschiedenen Pflanzen zwischen Winterquartier und an Sommerstandort.

## Jahreszyklus
Ein wesentlicher Bestandteil der Kultivierung ist das Ausräumen und Einräumen der Pflanzen ins Winterquartier, welches das Absterben der nicht winterharten Pflanzen verhindert. Am Winterstandort stehen Pflanzen aus tropischen Regionen wärmer als die aus subtropischen Gebieten, dieser Standort ist an das Klima der herkömmlichen Region im Winter angepasst. Die Ansprüche an Temperatur, Helligkeit und Bodenfeuchte unterscheiden sich von Art zu Art, aber allgemein wird im Winter weniger gegossen und die Temperaturen liegen niedriger, meist bei 0–10 °C. Da zu viel Feuchtigkeit im Winter zu Fäulnis an den Wurzeln führt, muss dies ständig beobachtet werden. Das Pflanzen in Terrakotta Gefäßen ist vorteilhaft, da besserer Wasserabzug und gutes Bodenklima geschaffen wird. Der Gehölzschnitt ist wichtiger Teil der Pflege, um die Vitalität der Kübelpflanze zu erhalten, er wird generell im Frühjahr und noch vor dem Ausräumen aus dem Winterquartier getätigt. Am Sommerstandort werden die individuellen Ansprüche der Kübelpflanzen beachtet. Vor den ersten Frösten im Spätherbst müssen die Pflanzen nochmals nach drinnen gestellt werden.

## Verwendung
Kübelpflanzen werden hauptsächlich als Dekoration im Außen- und Übergangsbereich verwendet. Diese Tradition ist besonders bekannt aus dem Mittelmeerraum, wo die Pflanzenkultivierung in Terrakottagefäßen seit der Antike gepflegt wird. Seit dem 16. Jahrhundert wurden sie auch nördlich der Alpen mit der Verbreitung der Gartenkunst und der Orangerien zunehmend populär.

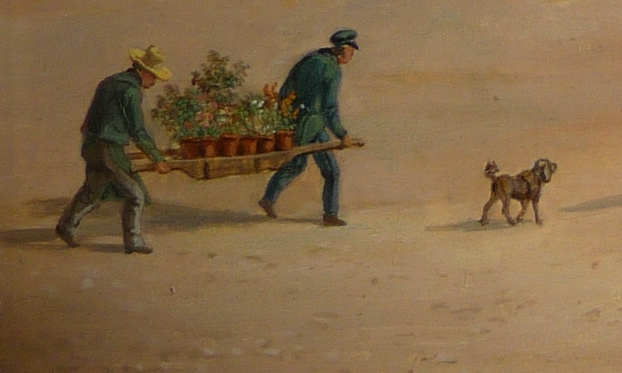
Bereits in früheren Jahrhunderten transportierten Gärtner wertvolle Kübelpflanzen nach den langen Wintermonaten ins Freie (um 1820)

Man findet sie vor allem auf Dachgärten, Balkons und Terrassen als Gestaltungselement oder Miniaturgarten mit wenig Raumbedarf. Pflanzen und Pflanzkübel kommen einzeln oder als Arrangements vor. Eine Sonderform aus Japan ist der Bonsai.

## Pflege
Nicht winterharte Kübelpflanzen müssen in Mitteleuropa im Winter ins Hausinnere, ins Winterquartier, gebracht werden. Pflanzen in Kübeln, die winterhart sind, können durchaus die kalte Jahreszeit draußen überstehen, etwa Buchsbaum oder diverse andere Laub- und Nadelgehölze. Im Sommer ist besonders bei längeren Trockenzeiten künstliche Bewässerung notwendig.

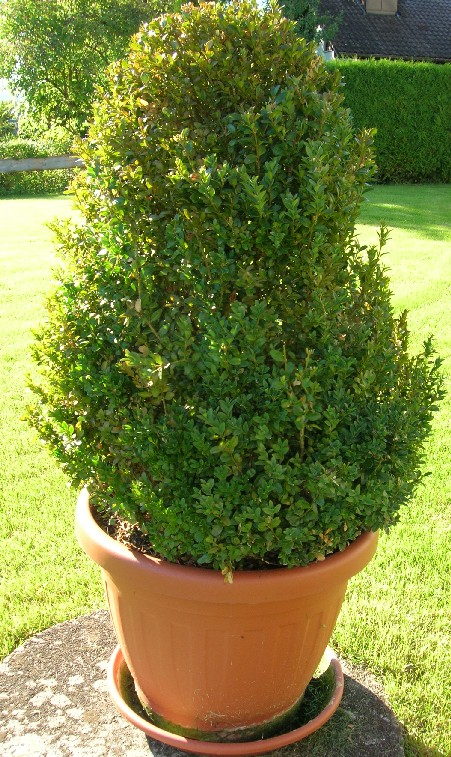
Gewöhnlicher Buchsbaum als geschnittenes mobiles Grün zur Gartendekoration
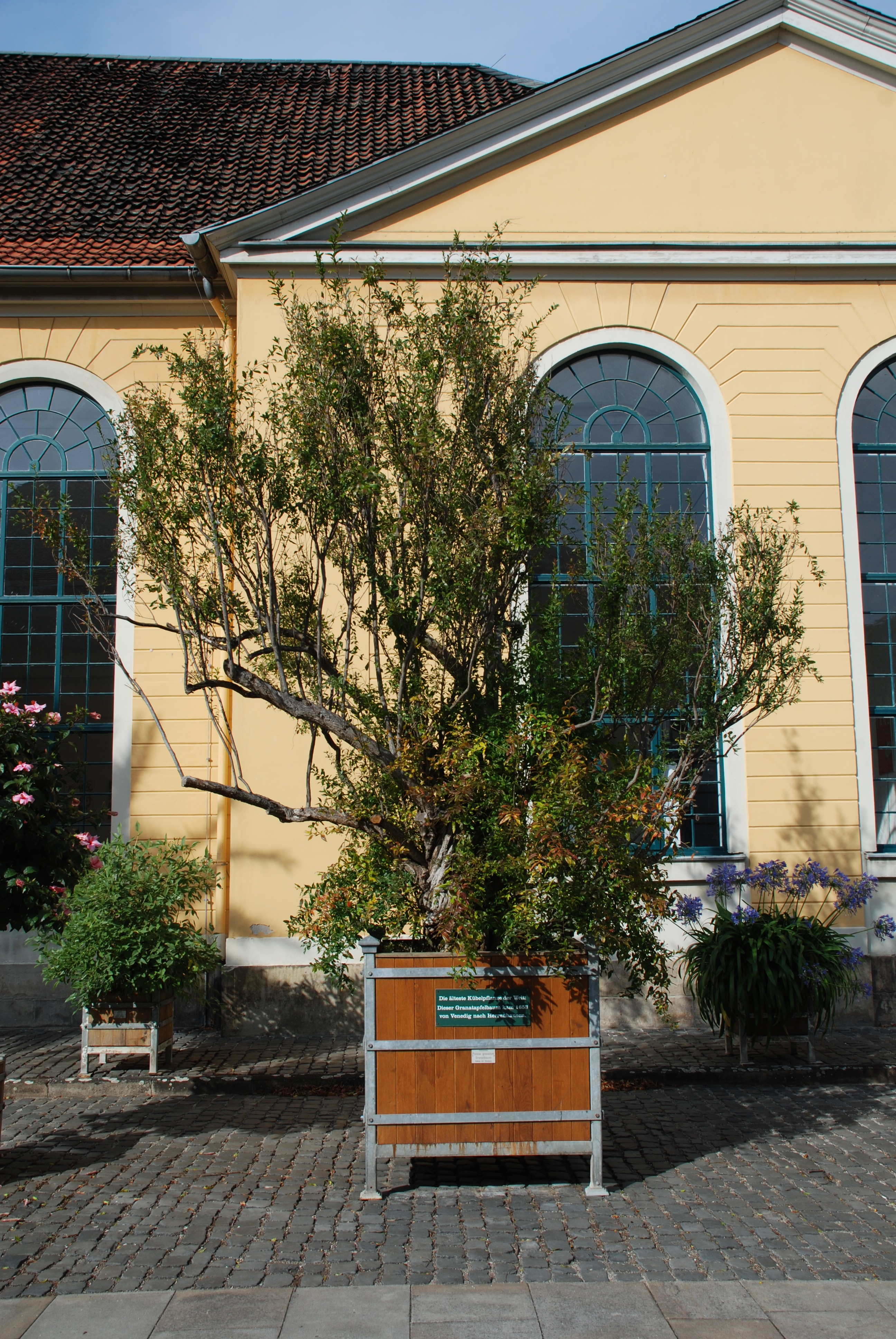
Granatapfelbaum als Kübelpflanze aus dem Jahr 1653 im Berggarten in Hannover-Herrenhausen
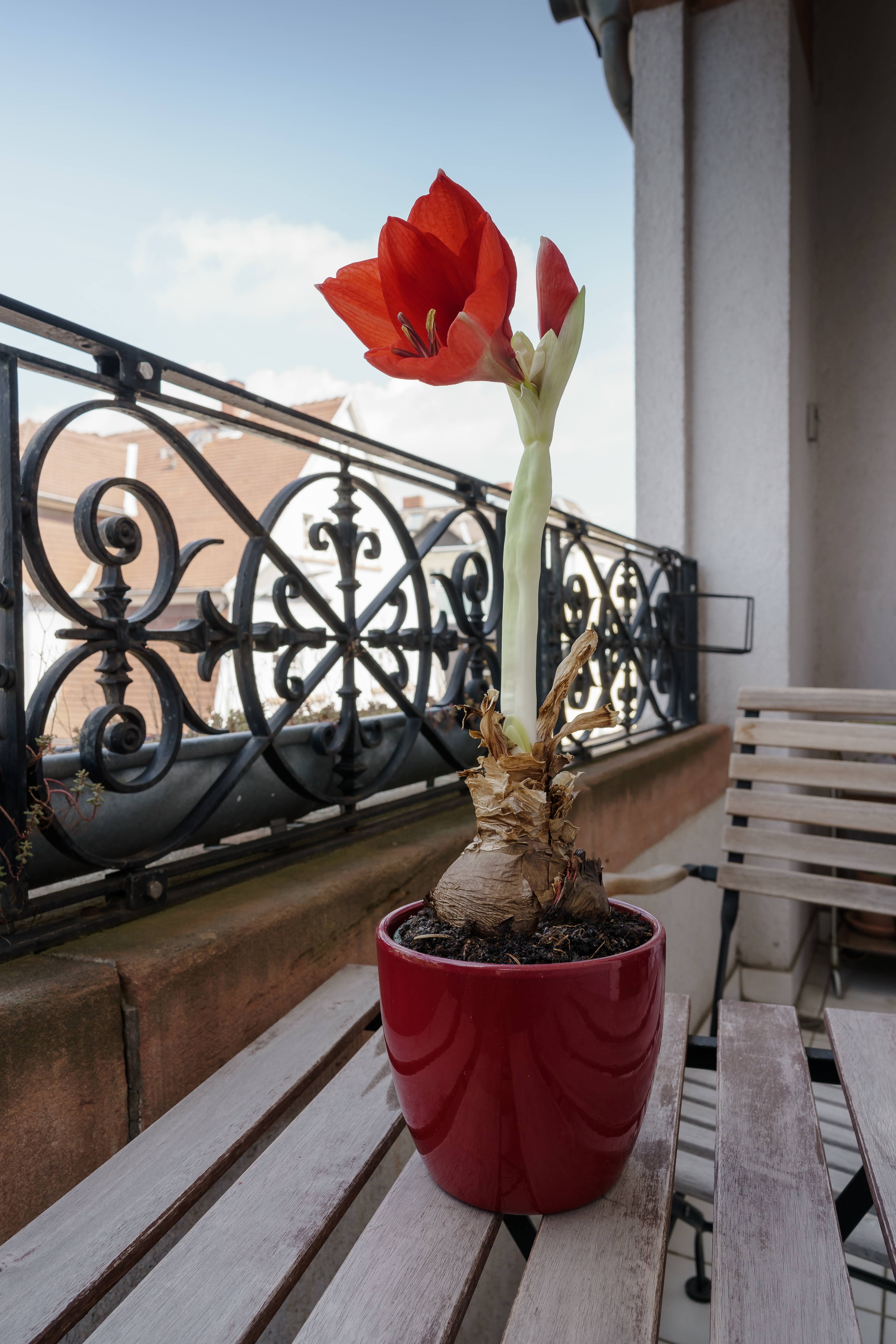
Hippeastrum als Topfpflanze

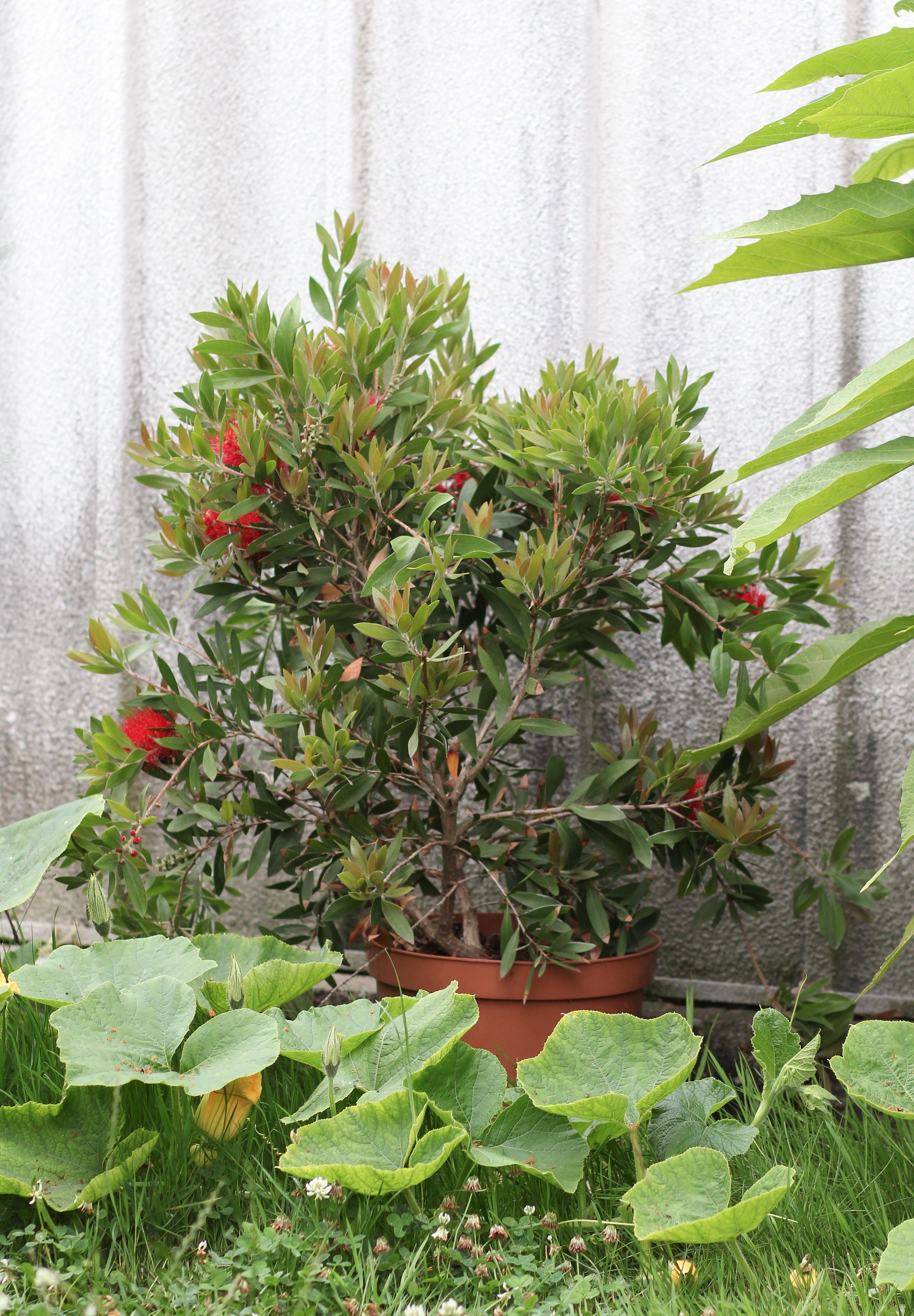
Zylinderputzer in Kübelkultur

## Pflanzen in Kübelkultur Beispiele
- Arten der Gattung Zitrus
- Oliven
- Oleander
- Schönmalve
- Bougainvillee
- Zylinderputzer
- Gewürzrinde
- Engelstrompete
- Rosen-Eibisch
- Brautmyrte
- Passionsblume
- Bleiwurz
- Granatapfels
- Jasmin-Nachtschatten
- Prinzessinnenstrauch
- chinesischer Sternjasmin
- Canna
- verschiedene Kakteen
- Zypressen
- Lorbeer
- Fuchsie
- Wandelröschen
- Palmen

## Trivia
Die Fockea crispa von Schönbrunn gilt als älteste Topfpflanze der Welt.